# Otmar Kreačić
Otmar Kreačić (Bugojno, 27. veljače 1913. – Zagreb, 13. srpnja 1992.), partizan, borac u španjolskom građanskom ratu, komunist, narodni heroj[nedostaje izvor].

## Životopis
Rođen je 27. veljače 1913. godine u Bugojnu, u radničkoj obitelji. Poslije završetka osnovne škole u rodnom mjestu, pohađao je gimnaziju u Banjoj Luci i Zagrebu, gdje mu je otac 1925. godine dobio mjesto u radionici državnih željeznica. U Zagrebu je završio gimnaziju i maturirao. Poslije toga, 1932. godine, postao je član-volonter Narodnog kazališta u Zagrebu, a istovremeno je sudjelovao i u formiranju dramskog studija. Rad u kazalištu napustio je 1935. godine i zaposlio se na pruzi Zagreb-Karlovac, a kasnije u željezničkoj ložionici u Osijeku, gdje je došao u dodir s idejama radničkog pokreta. Tu je aktivno radio u organizacijama URS-ovih sindikata, zbog čega je bio uhićen, izbačen iz službe i protjeran iz Osijeka.
Član Komunističke partije Jugoslavije postao je 1937. godine. Iste godine, na poziv KPJ, otišao je organiziranim kanalima u Španjolsku i postao borac Internacionalnih brigada. Sudjelovao je u borbama na frontama Aragona, Levanta, Estramadure i Katalonije, isprva kao borac u bataljunu „Đuro Đaković“, a kasnije kao rukovoditelj kulturno-prosvjetnog rada u istom bataljunu i u Stožeru 129. internacionalne brigade. Poslije poraza republikanske vojske, s ostalim borcima internacionalnih brigada bio je prebačen u Francusku. Od 1939. do 1941. godine bio je interniran u koncentracijskim logorima Saint Cyprien, Gurs i Verne d'Arieges, odakle se ilegalno, početkom 1941. godine, prebacio sa skupinom jugoslavenskih dobrovoljaca partijskim kanalima u Jugoslaviju. Poslije dolaska u zemlju uključio se u Narodnooslobodilački pokret.
U početku je radio u Zagrebu na organiziranju ilegalnih tiskarni, pripremanju, tiskanju i rasturanju proglasa, letaka i drugog materijala, a zatim je prešao na oslobođeni teritorij. Do kraja 1943. godine, kao član Agitpropa Centralnog komiteta KPH i Glavnog štaba NOV i PO Hrvatske, radio je na ideološkom, političkom i kulturnom prosvjećivanju članova KPJ, boraca i naroda na području na kojem se nalazio. Istovremeno je radio i na pokretanju i izdavanju prvih centralnih partizanskih listova na oslobođenom teritoriju Hrvatske, poput „Vjesnika“, „Partizana“, „Dnevnih novina“ i „Naprijeda“.
U ovom periodu se istakao u nekoliko navrata u obrani partizanskih bolnica, kada je samo s dvije desetine naoružanih boraca odbijao napade znatno jačih talijanskih snaga, nanio im velike gubitke i uspio spasiti ranjene i bolesne borce. U veljači 1944. godine, bio je postavljen za političkog komesara Dvanaeste slavonske divizije, a u ljeto iste godine Šestog slavonskog korpusa NOVJ-a. Na ovoj dužnosti ostao je do kraja rata.
Poslije završetka rata, bio je pomoćnik načelnika i načelnik Glavne političke uprave JNA, odnosno načelnik Uprave za moralnopolitički odgoj u Državnom sekretarijatu za poslove narodne obrane, a od 1955. godine i podsekretar u Državnom sekretarijatu narodne obrane.
Nalazio se na i na ostalim dužnostima: 
- narodni poslanik Savezne narodne skupštine
- rukovoditelj Opunomoćstva Centralnog komiteta SKJ za JNA
- tajnik Nacionalnog Centralnog odbora Saveza boraca Jugoslavije
- tajnik Nacionalnog udruženja španjolskih dobrovoljaca
- član Saveznog odbora SSRN Jugoslavije
- predsjednik Saveza za tjelesni odgoj „Partizan“
- član Savjeta federacije

Na Petom kongresu KPJ izabran je za člana Centralne revizijske komisije KPJ, a na Drugom kongresu KPH za člana CK KP Hrvatske. Za člana Centralnog komiteta SKJ biran je na Šestom, Sedmom i Osmom kongresu SKJ. Imao je čin general-pukovnika JNA.
Umro je 13. srpnja 1992. godine u Zagrebu.
Nositelj je Partizanske spomenice 1941. i drugih jugoslavenskih odličja. Ordenom narodnog heroja odlikovan je 20. prosinca 1951. godine.